# Përroi i Holtës
Përroi i Holtës är ett vattendrag i Albanien. Det ligger i den centrala delen av landet, 50 km sydost om huvudstaden Tirana.
I omgivningarna runt Përroi i Holtës växer i huvudsak blandskog.  Runt Përroi i Holtës är det ganska glesbefolkat, med 43 invånare per kvadratkilometer.